# Arthur Warocqué
Pour les articles homonymes, voir Warocqué.
Arthur Warocqué, né le 11 janvier 1835 à Mariemont et décédé le 8 avril 1880 à Bruxelles, est un industriel, philanthrope, collectionneur et homme politique wallon libéral.

## Biographie
Arthur Warocqué est le fils d'Abel Warocqué (1805-1864), industriel charbonnier et bourgmestre de Morlanwelz, et d'Henriette Marischal (belle-sœur de Guillaume Van Volxem). Il est le cousin germain de Félix Paul Tiberghien.
Il devient administrateur délégué des Charbonnages de Mariemont et de Bascoup.
Il est membre de la Chambre des représentants de Belgique de 1864 à 1880, élu par l'arrondissement de Thuin. Il est bourgmestre de Morlanwelz de 1868 à 1880.
En 1859, il épousa une riche héritière française, Marie Orville, fille d'un intendant militaire, avec qui il eut deux fils, Georges et Raoul.

## Hommage
Un monument en l'hommage d'Arthur Warocqué est dressée à Morlanwelz.